# Kalvtjärnen (Graninge socken, Ångermanland)
Kalvtjärnen är en sjö i Sollefteå kommun i Ångermanland och ingår i Ångermanälvens huvudavrinningsområde. Sjön har en area på 0,0719 kvadratkilometer och ligger 331,3 meter över havet.

## Delavrinningsområde
Kalvtjärnen ingår i det delavrinningsområde (698327-157372) som SMHI kallar för Ovan 698110-157180. Medelhöjden är 343 meter över havet och ytan är 16,91 kvadratkilometer. Räknas de 5 avrinningsområdena uppströms in blir den ackumulerade arean 26,5 kvadratkilometer. Kroksjöbäcken som avvattnar avrinningsområdet har biflödesordning 4, vilket innebär att vattnet flödar genom totalt 4 vattendrag innan det når havet efter 109 kilometer. Avrinningsområdet består mestadels av skog (87 procent). Avrinningsområdet har 0,14 kvadratkilometer vattenytor vilket ger det en sjöprocent på 0,8 procent.